# Meadow Lake, New Mexico
Meadow Lake är en ort i Valencia County, New Mexico, USA.